# Ханс Тома
Ханс Тома (на немски: Hans Thoma) е германски художник и график, един от най-значимите от началото на 20 век.

## Биография и творчество

### Произход и години на учение
Ханс Тома е роден на 2 октомври 1839 г. в Оберлеен, областта Бернау в планината Шварцвалд. Произхожда от скромно семейство. Баща му, Франц Йозеф (1794 – 1855) е завършил мелничарство, но работел като дървосекач в Шварцвалд. Майка му Роза (1804 – 1897) от Менценшванд произхожда от семейство на занаятчии.
Тома прекъсва започнатото обучение като литограф и художник в Базел, а по-късно прекъсва и обучението си като художник на характерните за Шварцвалд рисувани стенни часовници във Фуртванген. След това се занимава самостоятелно с рисуване и живопис, преди да бъде приет 1859 г. в Художественото училище на Великото херцогство в Карлсруе, където между другото е и ученик на Йохан Вилхелм Ширмер и Лудвиг дес Кудрес. През 1866 г. Тома завършва обучението си.

### Години на странстване
След престой в Базел и Дюселдорф (1867 – 1868) Тома заминава заедно с Ото Шолдерер за Париж, където се впечатлява особено много от творбите на Гюстав Курбе и от Барбизонската школа. По-късно Тома се мести в Мюнхен, който е тогавашната столица на изкуството в Германия. Там той живее от 1870 до 1876 г. През 1874 г. за първи път посещава Италия.
През 1877 г. той се жени за художничката на цветя и натюрморти Цела Бертенедер. През 1880 г. предприема второ пътуване до Италия, след като през 1879 г. е пропътувал Англия и е изложил свои творби в Art Club Ливърпул през 1884 г. Тома е в приятелски отношения с Арнолд Бьоклин и е участвал в кръга около художника Лайбл.

### Франкфурт и Кронберг
От 1878 г. Тома живее в западната част на Франкфурт, врата до врата със своя приятел, художника Вилхелм Щайнхаузен, заедно със съпругата си, със сестра си Агате и с осиновената през 1878 г. племенница на Цела, Елла. Негови съседи са политикът и ученият Самуел Шпийр (Samuel Spier) и неговата жена, писателката и критичката, Анна Шпийр. Семейството, както и познати на Щайнхаузен подпомагат Тома с поръчки за картини. Анна Шпийр пише за него статии и един портрет в литературна форма, а Тома ѝ изготвя екслибрис и рисува неин портрет, който днес се намира в Националния германски музей на град Нюрнберг.
От 1886 г. до 1899 г. Тома и семейството му живее на улица Волфгангсщрасе 150 във Франкфурт. По това време той рисува фриза с митологични сцени в двореца „Пале Прингсхайм“ (Palais Pringsheim) в Мюнхен. Архитектът на къщата на Тома, Симон Равенщайн, го подпомага с многобройни поръчки, като първата е украсата на собствената къща на архитекта.
Тома принадлежи към кръга на Кронбергската художническа колония (Kronberger Maalerkolonie).
През 1899 г. семейството се мести в град Кронберг в средновисоката германска планинина Таунус, провинция Хесен, където най-после художникът има жилище с ателие, който за него е знак за така дълго жадуваното признание.

### Карлсруе
През 1899 г. Ханс Тома става професор в Художественото училище на Великото херцогство в Карлсруе и директор на Художествената галерия в града. На тази длъжност остава до 1920 г. В галерията художникът изрисува т.нар. Параклис на Ханс Тома, а по случай 70-ия си рожден ден открива „Музей на Ханс Тома“. Престоят му в Карлсруе е помрачен от смъртта на жена му, Цела през 1901 г., която го потапя в отчаяние за дълго време. Тома продължава да живее със сестра си.
След изложбата си в Мюнхенския Кунстферайн през 1890 г. Тома вече е признат в Германия и до към 1910 г. е считан за един от най-уважаваните ѝ художници. Най-важният му покровител става историкът на изкуството Хенри Тоде. Според „Големия Конверзационслексикон“ от 1909 г. „Тома се е превърнал в един от най-любимите художници на германския народ“.
Между 1905 и 1918 г. Тома е определен от Великото херцогство за член на Баденскя местен парламент.
През октомври 1914 г. Тома е един от подписалите „Манифеста на 93-мата“, в който се прави опит в навечерието на Първата световна война да се защити немския милитаризъм и който опровергава жестокостите, които са били извършени в Белгия по време на войната.
Ханс Тома умира на 7 ноември 1924 г. в Карлсруе.

## Художествено развитие и значение
Ранните произведения на Тома носят отпечатъка на един лиричен пантеизъм. През мюнхенския си период той рисува предимно пейзажи, а във Франкфурт – творби с алегорично или повествователно съдържание. В по-късните си години се посвещава на своя „Параклис“, който украсява със сцени от Живота на Христос.
Днес за най-значими и автентични се считат неговите пейзажи от Шварцвалд, равнината Оберхайнебене, Таунус, както и портретите на жена му, на роднини и автопортретите му. Не толкова убедителни са гротескните, реалистичните или митично-религиозните платна, повлияни от Бьоклин.
Неговият приятел Хенри Тоде стилизира творчеството му като въплъщение на германската идентичност, с което подготвя почвата за възприемането му от националсоциализма.
Един от учениците на Тома е бъдещият ръководител на Училището по керамика в Ландсхут Херман Хаас.
Известни биографични и художествени паралели с Тома има и франкфуртският художник Йохан Георг Мор.

## Посмъртни почести
В Бернау, Шварцвалд през 1949 г. кметът Лудвиг Баур основава музей „Ханс Тома“ с изложени негови маслени картини, графики, занаятчийски работи и документи за живота на художника.
Създадена е държавна награда на негово име за художествени творци от провинция Баден-Вюртемберг.
Училища, предимно в провинция Баден-Вюртемберг носят неговото име, напр. гимназия „Ханс Тома“ в Льорах.
Много улици и площади в Берлин, Бремен, Франкфурт на Майн, Хайделберг, Карлсруе, Манхайм, Потсдам и Висбаден носят неговото име.
Една от фигурите, които красят фонтана „Щефанибрунен“ в Карлсруе е негова.
На 1 септември 1993 г. на негово име бива назован астероид (5492).

## Галерия
- След училище (Началата на изкуството), 1873
- Пейзаж край река Майн, 1875
- Горска поляна, 1876
- Диана под дървото, 1878
- Планините на Карара, ок. 1880
- Адам и Ева, 1897